# Džambul Džabaev
Džambul Džabaev (in russo Джамбул Джабаев?; in kazako Жамбыл Жабайұлы?, Jambyl Jabaiūly; 28 febbraio 1846 – 22 giugno 1945) è stato un poeta sovietico di origine kazaka.
Džambul è il più grande poeta e cantautore in lingua kazaka. Secondo la leggenda, la madre Uldan lo diede alla luce nei pressi del monte Jambyl, vicino al fiume Chu, fuggendo da un attacco al suo villaggio. Il padre del futuro poeta, Dzhabay, lo chiamò dunque così in onore della montagna.
In giovane età impara a suonare il liuto, a 14 anni decide di andar via da casa e diventare cantautore. Džambul cantava esclusivamente nella lingua kazaka.
Džambul Džabaev morì il 22 giugno 1945 e fu sepolto nel suo giardino, creato personalmente da lui ad Almaty.

## Arte
La poesia di Jabaev era legata al popolo, ed egli invitava lo stesso popolo kazako a vivere in amicizia con quello russo. Si impegnò ad ideare qualcosa che prima non esisteva, scrisse versi legati alla vita quotidiana e al popolo libero come i nomadi, compose fiabe e poemi eroici ( «Собака бая Кадырбая» " Il cane dell'agrario Kadyrbay" ,«Чёрный указ» " Ordine Proibito" , «Поэма гневного сердца» ," Poema del cuor arrabbiato" , поэмы «Утеген батыр» "Guerriero Uteghen" , «Суранши батыр» "Guerriero Suranshi" , fiaba "Khan e poeta, cantante, improvvisatore" . I suoi canti hanno avuto successo solo nel periodo sovietico. Il poeta riuscì a creare opere che assumevano il significato profondo del patriottismo.
Esiste una versione secondo la quale, le poesie di Džambul non erano scritte da lui, ma dagli interpreti russi; simili voci erano anche affermate dalle memorie apocrife del compositore e pianista russo Dmitrij Dmitrievič Šostakovič. Andrey Ignatyevich Aldan-Semenov, romanziere e poeta russo, affermava invece che fu proprio lui a "creare" Jambyl, quando nel 1934 aveva preso un incarico dal partito di trovare un cantante. Diceva che Džambul è stato trovato grazie alle raccomandazioni delle cooperazioni agricole dette Kolchoz, ed è stato scelto in base alla sua bassa condizione sociale.